# The Golden Stallion
The Golden Stallion è un film del 1949 diretto da William Witney.
È un musical western a sfondo avventuroso statunitense con Roy Rogers e Dale Evans.

## Produzione
Il film, diretto da William Witney su una sceneggiatura di Sloan Nibley, fu prodotto da Edward J. White per la Republic Pictures e girato nell'Iverson Ranch a Chatsworth in California.

## Colonna sonora
- The Golden Stallion - scritta da Sid Robin e Foy Willing, cantata da Roy Rogers e The Riders of the Purple Sage
- There's Always Time For A Song - scritta da Sid Robin e Foy Willing, cantata da Roy Rogers e dai Riders of the Purple Sage
- Down Mexico Way  - parole di Eddie Cherkose e Sol Meyer, musica di Jule Styne, cantata da Estelita Rodriguez
- Night On The Prairie - scritta da Nathan Gluck e Ann Parentean, parole di Aaron González

## Distribuzione
Il film fu distribuito negli Stati Uniti dal 15 novembre 1949 al cinema dalla Republic Pictures.
Altre distribuzioni:
- in Finlandia il 10 novembre 1950 (Kultainen ori)
- in Brasile (Cavalgada do Ouro)
- in Cile (El potro de oro)